# Vrbanska Draga
Vrbanska Draga is een plaats in de gemeente Ozalj in de Kroatische provincie Karlovac. De plaats telt 36 inwoners (2001).